# Aschermittwoch der Künstler
Der Aschermittwoch der Künstler ist eine von dem katholischen Schriftsteller und Diplomaten Paul Claudel nach dem Zweiten Weltkrieg in Paris begründete Veranstaltung der römisch-katholischen Kirche, der Künstler und ihrer Seelsorger. Sie findet jährlich zum Beginn der Fastenzeit in über 100 Städten statt. Im Anschluss an die zuweilen auch ökumenisch gefeierte Liturgie des Aschermittwochs findet zumeist eine künstlerische Akademie statt. Mancherorts wird aus diesem Anlass auch für notleidende Künstler gesammelt.

## Geschichte
Dem ersten Künstleraschermittwoch Claudels war zu diesem Termin schon früher ein Treffen französischer Künstler zu einer Einkehr vorangegangen, das im Jahr 1914 von dem französischen Karikaturisten und Theatermaler Adolphe Willette einberufen wurde. Nach dem Tod Willettes 1926 wurde noch im gleichen Jahr in der Pariser Pfarrkirche Saint-Germain-l’Auxerrois ein Requiem für alle verstorbenen Künstler gefeiert. 
Josef Kardinal Frings griff die Idee einer solchen Veranstaltung 1950 für das Erzbistum Köln auf. Kurz danach wurde der Aschermittwoch der Künstler erstmals in München begangen. Dort wird der jährliche Gottesdienst auch vom Bayerischen Fernsehen übertragen.